# Albert Mirgeler
Albert Mirgeler (* 1. Juni 1901 in Aachen; † 9. Mai 1979 in Düren) war ein deutscher Historiker.

## Leben
Mirgeler studierte von 1919 bis 1926 an den Universitäten Bonn, Freiburg, Heidelberg, München, Breslau und Leipzig die Fächer Germanistik, Philosophie und Geschichte. 1929 wurde er in Leipzig über Kettelers Begriff des deutschen Katholiken promoviert. Im Anschluss war er als Journalist tätig. 1931 heiratete er Paula Gallenbeck, die Tochter eines Oberregierungsrates im Reichswirtschaftsministerium. Da Mirgeler seit 1925 in der Volksbildung tätig war, wurde ihm 1930 die Leitung des Archivs für Volksbildung in der Kulturabteilung des Reichsinnenministeriums übertragen. Als die Dienststelle 1933 aufgelöst wurde, lehnte er es ab, in die NSDAP einzutreten, da er den Nationalsozialismus für „unzulänglich und gefährlich“ hielt. Er hielt sich bis 1934 in Italien auf und holte sich dort Anregungen für seine spätere Habilitation. 1939 wurde er zum Kriegsdienst eingezogen und geriet 1944 in US-amerikanische Kriegsgefangenschaft. Dort lernte er Walter Hallstein kennen und referierte in der von diesem gegründeten „Lageruniversität“ im Camp Como (Missouri) über die europäische Geschichte. Nach der Rückkehr aus der Gefangenschaft nahm Mirgeler im Juni 1946 einen Lehrauftrag für Geschichte und Geschichtsphilosophie an der RWTH Aachen wahr. Dort habilitierte er sich 1953 und erhielt die Venia legendi für Politische Soziologie. Anschließend war er als Privatdozent tätig und beantragte 1955 eine Diätendozentur, die ihm auch zuerkannt wurde. In Aachen übernahm er von 1964 bis zu seiner Emeritierung 1969 die außerordentliche Professur für Europäische Geschichte. Mirgeler war Teil des Siedlinghauser Kreises. Für seine Geschichte Europas erhielt Mirgeler 1954 den Buchpreis des Aachener Karlspreises.

## Werke
- Revision der europäischen Geschichte, Herder, Freiburg i. Br./Basel/Wien 1973, ISBN 978-3-451-01977-7.
- Kritischer Rückblick auf das abendländische Christentum, vom Autor durchges. u. erg. Ausg., Herder, Freiburg i. Br./Basel/Wien 1969.
- Geschichte und Gegenwart. Elemente europäischer und deutscher Geschichte, Alber, Freiburg i. Br./München 1965.
- Geschichte Europas, 4. Aufl., Herder, Freiburg i. Br. 1964.
- Wege zur Geschichte. Eine Auswahl historischer Literatur, Greven, Köln 1957.
- Der Faschismus in der Selbstbeurteilung Mussolinis und seiner journalistischen Mitarbeiter, Aachen, Technische Hochschule, Habil.-Schrift v. 2. März 1953.
- Jeanne d'Arc. Die Jungfrau und die Zukunft Europas, Vorwerk, Stuttgart 1952.
- Kettelers Begriff des deutschen Katholiken, Leipzig, Phil. Diss., 1930.
- Geschichte und Dogma, J. Hegner, Hellerau 1928.
- Sokrates, J. Hegner, Hellerau 1926.